# H&K G3SG/1
H&K G3SG/1は、ドイツのH&K社が製造するスナイパーライフル。その特性から、厳密にはマークスマンライフルに近い存在である。
"SG"とはドイツ語で"Scharfschützengewehr"（狙撃銃）の意。

## 特徴
H&K社の製造するG3 アサルトライフル（バトルライフル）のうち、試射で好成績を出したものを生産ラインから選抜し、カール・ツァイス製1.5-6倍可変スコープとその専用マウント、チークピースと2段階調整可能なバットプレートを備えた、通常型より少し長い銃床、二脚などの各種狙撃用装備を装着し、狙撃銃仕様としたものである。
トリガーグループには専用のセット・トリガーが使われている。これは、セレクターを半自動（セミオート）とした時に限り、トリガー後方のボタンを押し込むことでトリガーシアを開放する（撃発する）寸前の状態まで後退させる機構で、この状態からは1ポンド（約454グラム）の力でトリガーを引くことができ、わずかな動作で射撃が可能となるため、狙撃時の腕のぶれを最小限にすることで精度の高い射撃を可能とするものである。G3ライフルシリーズ中の狙撃専用銃であるPSG1やMSG90ではフレームの両側面に強化バーが溶接されているが、本銃のレシーバーはG3標準のままである。
元になるフレームがアサルトライフルのものであるだけに、精度的には狙撃専用銃に劣るものの、ベースとなるG3 アサルトライフル自体の精度が高いことや、H&K社の開発したG3の狙撃専用発展型であるPSG1に比べ安価なことから、軍や警察の狙撃班に少なからず採用されている。また、ベースのG3と比較して二脚の分だけハンドガードが持ちにくい、スコープのせいでアイアンサイトが見にくいなどの問題点はあるものの、PSG1と異なりフルオート射撃機能も残されているので、アサルトライフルとして使用することも可能である。
使用する弾薬はG3同様7.62x51mm NATO弾なので、スポッターとの同行を前提とした遠距離狙撃よりはレンジの短い市街狙撃戦や、日本での64式7.62mm小銃に対する64式7.62mm狙撃銃などと同じようなマークスマンライフルを想定した作りといえる。
G3の狙撃型としては他にH&K MSG90が存在しているが、MSG90は外観が近似しているものの、PSG1の発展型であるためG3とは内部構造が異なっており、本銃のバリエーションには分類されない。
G3の使用弾を5.56x45mm NATO弾としたHK33にも、本銃と同様の狙撃銃仕様とされたHK33SG/1が存在する。

## 使用状況
ドイツ連邦軍ではSG/1のほか、マークスマンライフル（選抜射手ライフル）としてG3A3にHensoldt Z24 スコープ（口径24mm、倍率4倍）を搭載した狙撃仕様（「G3A3ZF」と通称されている。"ZF"とは"Zielfernrohr"：望遠照準眼鏡の頭文字）が使用されており、一部の銃はスコープを新型のものに変更、ハンドガードをピカティニー・レールを備えたものにするなどの近代化改装を施され、使用されている。
それらG3A3の狙撃仕様とG3SG/1の相違は、トリガー後方のセットボタンとチークピース付きロングストックであるが、狙撃用に特化した特殊機構を持つトリガーグループは暴発事故を発生させたこともあり、「軍用銃としての粗雑な扱いに適さない」と評価されたため、トリガーグループを通常型に交換したSG/1も存在している。チークピース付きストックを通常型ストックに変更した個体もあり、外観からSG/1とZFを識別することは困難な場合がある。また、二脚は通常のG3にもオプションで装着できるうえ、折り畳んだ状態の二脚を収納できる凹みのついたストレートタイプのハンドガードはG3の後期生産型では標準となっているため、この点のみでSG/1とZFを識別することはできない。
ドイツ連邦軍ではこれらの後継として、アメリカのアーマライト社のAR-10を基にH&K社が開発した7.62mm自動小銃、HK417の発展型である半自動式狙撃銃を2011年にG28として採用し、今後はG28への更新を進めていく予定である。

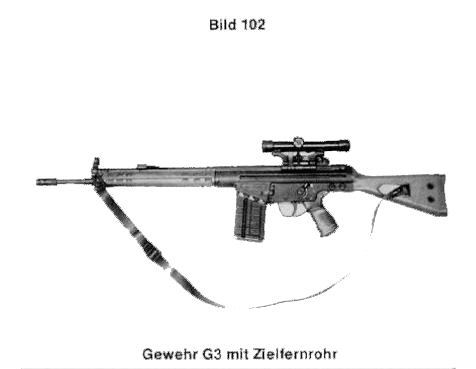
G3A3ZF
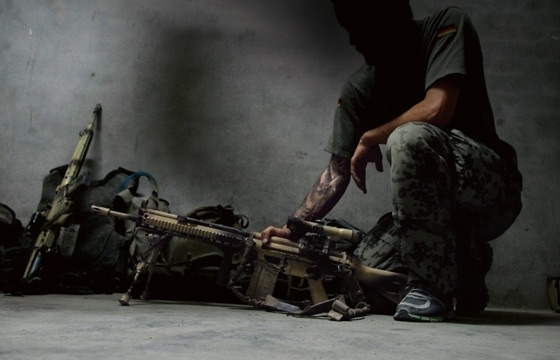
ピカティニー・レール付きハンドガードに変更されたG3A3の狙撃モデル

## 登場作品

### 映画
『インセプション』
『シュリ』
キム・ユンジン演じる北朝鮮工作員がサプレッサーを付けたものを使用。トリガーグループにセットボタンがついていない。
『スナイパー:』
やはりトリガーグループにセットボタンがついていない。

### アニメ
『ロミオ+ジュリエット』
SWATの狙撃隊員が使用。

### ビデオゲーム
『Left 4 Dead 2』
「スナイパーライフル」という名称で登場。スナイパーライフル系の上位武器扱いであり、スコープ機能と高い射撃精度・威力を備える上にセミオート連射が可能。
『Phantom -PHANTOM OF INFERNO-』
『Project Reality（BF2）』
中東連合軍（MEC）のマークスマンライフルとして、狙撃銃仕様のG3 SG1が登場。スコープはHensoldt Model 2・Hensoldt ZF6x42PSG1から選択。
『カウンターストライク』
テロリスト（CSNEOではCSF）陣営のみ購入可能。本物とは違い、セミオート式となっている。ズームは2倍/4倍の2段階。